# نانیوا دانشی
نانیوا دانشی (به ژاپنی: なにわ男子 Naniwa Danshi)، یک گروه پسرانه ژاپنی است که توسط جانی و همکاران در ۶ اکتبر ۲۰۱۸ تشکیل شد. این گروه شامل هفت عضو است که عمدتاً از منطقه کانسای می‌آیند.